# Narcissus papyraceus
Narcissus papyraceus  (лат.) — вид однодольных цветковых растений, включённый в род Нарцисс (Narcissus) семейства Амариллисовые (Amaryllidaceae).
Стебли зелёные, растут вертикально, как правило, 30-45 см в высоту, хотя это зависит от сорта. До 11 цветков расположены в пучках. Цветки чисто белые, диаметром около 3 см, сильно ароматные. Часто выращивают как комнатное растение. В прогретых помещениях растению необходимо около 4-х недель от момента посадки до цветения.
Это многолетнее луковичное растение родом из западной части Средиземноморского региона, произрастает от Греции до Португалии, а также в Марокко и Алжире. Вид считается натурализованным на Азорских островах, на Корсике, штатах Техас, Калифорния и Луизиана. Период цветения зависит от региона, и длится с октября по февраль.